# Двоеперстие
Двоепе́рстие, или двупе́рстие — принятое в средневековом православии (Церкви на востоке) и доныне среди старообрядцев и единоверцев сложение пальцев (перстов) правой руки для совершения крестного знамения. Двоеперстие стало общеупотребительным на греческом Востоке в VIII веке (вместо наиболее распространённой в древности и известной по святоотеческим свидетельствам формы перстосложения — единоперстия). Вытеснено троеперстием — в XIII веке у греков и в 1650-х годах в Московском патриархате в Русском государстве (см. Раскол Русской церкви).
В Русской церкви сторонники двоеперстия продолжали настаивать на этом перстосложении на том основании, что крестную казнь через распятие претерпел двуприродный Иисус Христос, а не триипостасный единый Бог в трёх лицах. Кроме того, старообрядцы указывали на существующие изображения — иконы, фрески, где были изображены святые, с двуперстным крестным знамением, а также на сохранившиеся мощи святых с двоеперстием, таких как благоверная Анна Кашинская, преподобный Илия Муромец.

## Форма  и символика
При двуперстном сложении большой палец, мизинец и безымянный палец складываются вместе; каждый палец символизирует одну из трёх ипостасей Бога: Отца, Сына и Святого Духа; а их соединение едино Божество — Святую Троицу.
В двоеперстии два пальца  являются символическим выражением догмата Халкидонского собора изображают две природы Иисуса Христа. Средний и указательный пальцы остаются выпрямленными и соединёнными между собой, при этом указательный совсем держится прямо, а средний слегка согнут по отношению к указательному, что символизирует две природы в Иисусе Христе — божественную и человеческую, причём согнутый средний палец указывает на умаление (кенозис) божественной природы во Христе.
Максим Грек писал в «Слове о крестном знамении, имже мы знаменуемся»: «Протяжением же долгаго и средняго, сшедшася два естества в Христе, сиречь, Самого Спаса Христа исповедуем совершена Бога, и совершена человека во двою существу и естеству веруемаго и познаваемаго. Положением же перст на челе, исповедуем два некая сия, яко от Бога и Отца родися, яко же и наше слово от ума происходит, и яко свыше сниде по Божественному слову глаголющему, преклони небеса и сниде. А положением перстей еже на пупе, снитие его еже на земли, еже во Пречистей утробе Богоматере безсменно зачатие его, и девятомесячное обитание вселение, явственне возвещаем. А обвожением еже оттуду всея руки на десную и на левую страну, ясне образуем хотящии изнестися горький ответ он от праведных, стоящих одесную Судии, на нечестивых и грешных, по Спасову Божественному гласу, глаголющу к противящымся и непокаряющымся июдеом.»
Вместе с двуперстием, по мнению современных старообрядцев, пришёл обычай поднимать руку ко лбу, опускать на живот и затем переносить её на правое, а потом на левое плечо. Движение руки со лба на живот символизирует сошествие Господа на землю; нахождение руки на чреве показывает вочеловечение Христа; подъём руки от живота на правое плечо изображает Вознесение Господне, а нахождение руки на левом плече — воссоединение Христа с Богом-Отцом.

## История
Нет документальных сведений ранее IV века о том, какое перстосложение в раннехристианскую эпоху использовалось при начертании знака креста, но на основе косвенных сведений полагают, что для совершения крестного знамения использовался один палец.
Изображение двоеперстия мы находим на мозаиках римских храмов: образ Благовещения в Усыпальнице св. Прискилы (III век), изображение Чудесного лова в церкви св. Аполлинария (IV век) и т. д. Однако, часть историков, начиная с Евгения Голубинского, считает древние изображения двоеперстия не перстосложением для совершения крестного знамения, а одним из ораторских жестов, заимствованным христианами из полного античного учебника риторского искусства «Наставлений оратору» Фабия Марка Квинтилиана и внесённым христианами в иконографию.
Двуперстие при совершении крестного знамения, по мнению русских исследователей XIX — начала XX века, закрепляется после Четвёртого Вселенского собора (V век), когда был выражен догмат о двух природах во Христе, — в качестве контраргумента против монофизитства, хотя прямых подтверждений этой точки зрения нет.
В 893 году двоеперстие впервые упоминается в письменных источниках: оно было в употреблении у православных и у несториан.
То, что принятым перстосложением у православных греков было двоеперстие, явствует из ряда источников: свидетельство несторианского митрополита Дамаска Илии Гевери (893—905); прения на соборе 1029 года патриарха Алексия Студита с яковитским патриархом Иоанном VIII Абдоном; сочинения Петра Дамаскина (около 1157 года), прения с армянами учёного греческого монаха Феориана, посланного для этой цели императором Мануилом Комнином в 1172 году.
В конце X века киевский князь Владимир при Крещении Руси принял двоеперстие, которое в то время было в общем употреблении у греков. Принятое позже у греков «путём обычая» троеперстие — не получило общего распространения в Московской Руси; более того, двоеперстие — как единственно правильное перстосложение — в Московской церкви было прямо предписано в первой половине XVI века сперва митрополитом Даниилом, а затем Стоглавым собором 1551 года (Стоглав, глава 31-я):
Аще-ли кто двѣма персты не благословляетъ якоже и Христосъ, или не воображаетъ крестнаго знаменія, да будетъ проклятъ, святіи отцы рекоша
Формула анафемы повторяла более ранние греческие тексты («др.-греч. Εἴ τις οὐ σφραγίζει τοῖς δυσὶ δακτύλοις, καθὼς καὶ ὁ Χριστός, ἀνάθεμα») из греческих богослужебных сборников «Евхологиев» X—XII веков, переведённых на славянский, из чинопоследования: «др.-греч. Απόταξις τῶν αιρετικῶν Αρμενιῶν».
В конце XVI века учение о том, что необходимо креститься двумя перстами, излагает первый Патриарх Московский и всея Руси Иов в послании к грузинскому митрополиту Николаю:
Молящися, креститися подобаетъ двѣма престы; прежъ положити на чело главы своея, тоже на перси потомъ же на плечѣ правое, тоже и на лѣвое; сегбенiе престу именуетъ сшествiе съ небесъ, а стоящiй перстъ указуетъ вознесенiе Господне; а три персты равны держати - исповедуемъ Троицу нераздѣльну, то есть истинное крестное знаменiе
В первой половине XVII века учение о двоеперстии излагают такие известные московские книги, как «Изложение на люторы» Ивана Наседки (не позднее 1625), «Большой Катехизис» (1627), «Кириллова книга» (1644), «Книга о вере» (1648), «Малый Катехизис» (1649) и Псалтирь (с 1641).
В изданиях Киевской митрополии XVI-1-й половины XVII веков («Максима инока, како подобает знаменоватися крестным знамением» (1584), «Азбука» (1596), «Книга о образех» (1602), «Книга о вере» (1620) и другие) также содержатся статьи посвящённые двоеперстию.
В Русской церкви двуперстие отменено в 1653 году патриархом Никоном, Это решение было утверждено в 1654 году Собором епископов (кроме Павла Коломенского). Двуперстие было официально осуждено в Русской церкви на Московском соборе в 1656 году. 24 февраля 1656 года, в Неделю Православия, патриарх Антиохийский Макарий, патриарх Сербский Гавриил и митрополит Григорий торжественно в Успенском соборе прокляли тех, кто знаменовался двумя перстами:
Преда́нїе прїѧ́хомъ снача́ла вѣ́ры ѿ ст҃ы́хъ а҆пⷭ҇лъ, и҆ ст҃ы́хъ ѻ҆тє́цъ, и҆ ст҃ы́хъ седмѝ собо́рѡвъ, тво́рити зна́менїе чⷭ҇тна́гѡ крⷭ҇та̀, съ тремѝ пє́рсты десны́ѧ рꙋ́ки, а҆ кто̀ ѿ хрⷭ҇тїа́нъ правосла́вныхъ не твори́тъ крⷭ҇тъ та́кѡ, по преда́нїю восто́чныѧ цр҃кви, є҆́же держа̀ съ нача́ла вѣ́ры да́же до дне́сь, є҆́сть є҆реті́къ и҆ подража́тель а҆рме́нѡвъ, и҆ сего̀ и҆́мамы є҆го̀ ѿлꙋче́на ѿ ѻ҆ц҃а̀ и҆ сн҃а и҆ ст҃а́гѡ дх҃а и҆ про́клѧта.
Решение собора 1656 года было подтверждено на Большом Московском соборе 1666—1667 года. В полемике со старообрядцами православные называли двуперстие выдумкой московских книжников XV века (Николай Субботин), а также латинским или армянским заимствованием. С критикой двуперстия как противного святым уставам выступал Серафим Саровский, но слова, которые подписаны именем Серафима, появились в книге позднего происхождения, которую редактировал Николай Елагин, известный любовью к произвольным вставкам.
Двоеперстие было допущено к употреблению в конце XVIII века в Российской церкви как икономия, когда было введено единоверие. На Поместном соборе Русской православной церкви 1971 года все дониконовские русские обряды, включая двуперстное крестное знамение, были признаны «равночестными и равноспасительными».